# ダビデの町

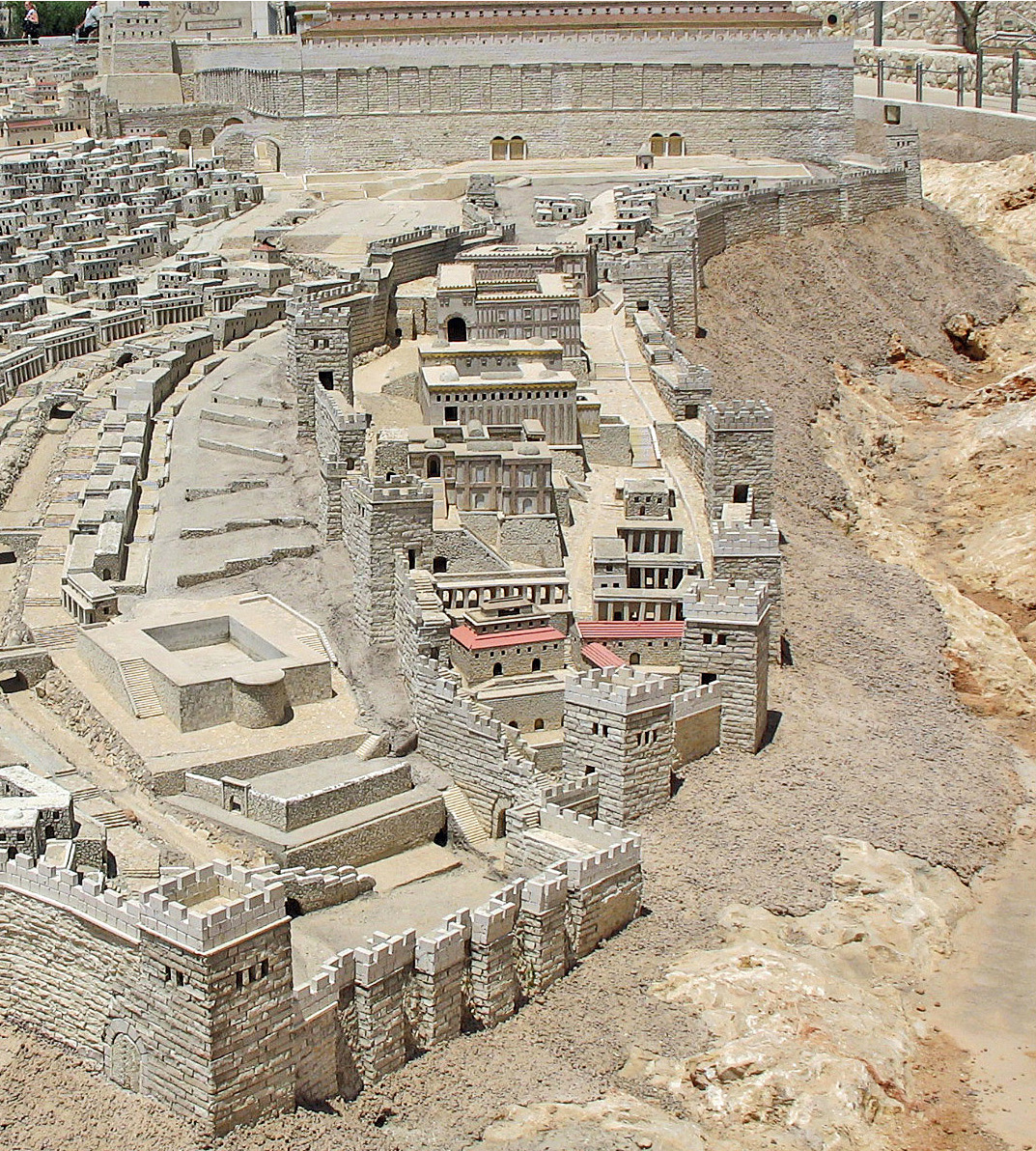
「聖地のモデル」（イスラエル博物館）にあるダビデの町

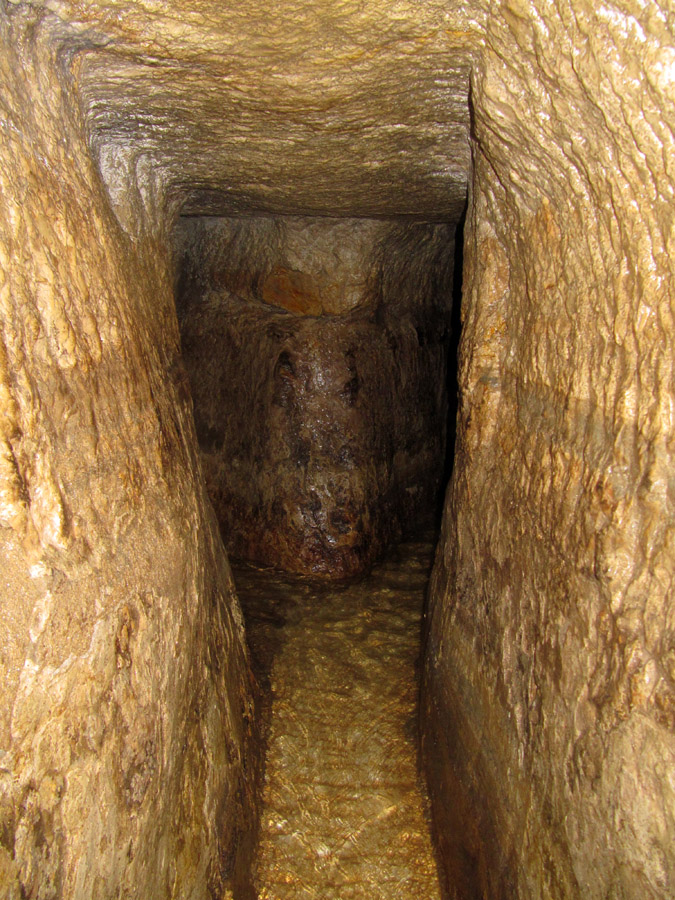
シロアムの地下水トンネル

ダビデの町（ダビデのまち、英語: City of David）とは、イスラエルのエルサレム旧市街外側のすぐ南側にある考古学的発掘が行われている地域の通称。ユダヤ民族の絶頂期を支配したダビデ王とそれに続くソロモン王などが「第一神殿時代」に町を築いたと思われる遺跡が発見されおり、そこに国立考古学公園も設立されている。この場所は東エルサレムにあり、国際法上はパレスチナ自治区にあるので、占領を継続するための便法であるし、実際にそうした町であったかは分からないなど、様々に批判する人たちもいる。

## 場所
ダビデの町の発掘が進んでいる所は、エルサレム旧市街の南側の城壁から、すぐ南のシルワン（Silwan）の一部でアラブ人たちが住むワディ・ヒルヴェー（Wadi Hilweh）までである。ギホンの泉（Gihon Spring）から来る地下水のトンネル、旧約・新約聖書にも記載されているシロアムの池（Pool of Siloam）跡などがある。

## 考古学発掘
考古学的な調査は1867年に、イギリス人のチャールズ・ウォーレン（Charles Warren）により初めて行われた。
その後も何回か調査は行われたが、大きく進展したのは1967年の「第三次中東戦争」（六日戦争）および1980年の「エルサレム法律」（Jerusalem Law）以降で、多くの考古学的発見があったと伝えられている。現在発掘を進めているのは考古学NGO「エラッド」で、エラッドは豊富は政府予算と海外のユダヤ人の寄付で発掘を継続している。

## 観光

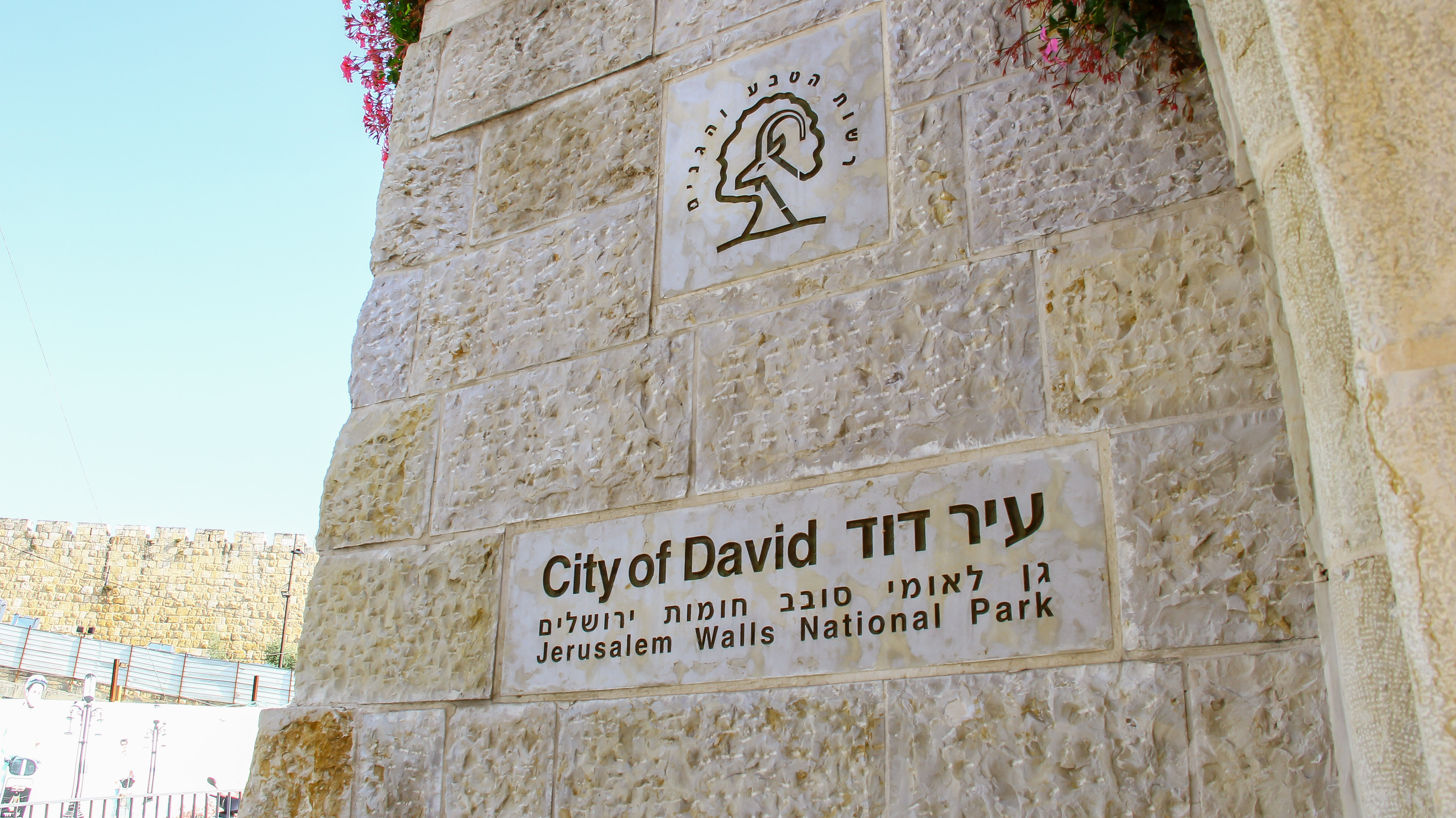
ダビデの町への入り口

ダビデの町は、もともとエルサレム旧市街を囲むように計画された大きな国立公園の一部で、いまは旧市街の北東の火打石国立公園（Emek Tzurim National Park）とこの南側の「ダビデの町国立公園」（City of David National Park）が公開されている。入り口のビジターセンターにダビデの竪琴（Harp of David）の模型があり、ギホンの泉からの地下水道などを歩いて見て回れる。

## 関連記事
- シロアムの池 (Pool of Siloam)
- 第一神殿
- 古代イスラエル
- ダビデ王